# Condado de Ashe
El condado de Ashe (en inglés: Ashe County, North Carolina), fundado en 1799, es uno de los 100 condados del estado estadounidense de Carolina del Norte. En el año 2000 tenía una población de 24 384 habitantes con una densidad poblacional de 22 personas por km². La sede del condado es Jefferson.

## Geografía
Según la Oficina del Censo, el condado tiene un área total de 1106 km² (427 mi²), de la cual 1103 km² (425,9 mi²) es tierra y 3 km² (1,2 mi²) es agua.

### Municipios
El condado se divide en diesinueve municipios: Municipio de Chestnut Hill, Municipio de Clifton, Municipio de Creston, Municipio de Elk, Municipio de Grassy Creek, Municipio de Helton, Municipio de Horse Creek, Municipio de Hurricane, Municipio de Jefferson, Municipio de Laurel, Municipio de North Fork, Municipio de Obids, Municipio de Old Fields, Municipio de Peak Creek, Municipio de Pine Swamp, Municipio de Piney Creek, Municipio de Pond Mountain, Municipio de Walnut Hill y Municipio de West Jefferson.

### Condados adyacentes
- Condado de Grayson norte
- Condado de Allegheny este
- Condado de Wilkes sureste
- Condado de Watauga suroeste
- Condado de Johnson oeste

### Área Nacional protegidas
- Blue Ridge Parkway (parte)
- Bosque Nacional Cherokee (parte)

## Demografía
En el 2000 la renta per cápita promedia del condado era de $28 824, y el ingreso promedio para una familia era de $36 052. El ingreso per cápita para el condado era de $16 429. En 2000 los hombres tenían un ingreso per cápita de $25 666 contra $19 983 para las mujeres. Alrededor del 13.50% de la población estaba bajo el umbral de pobreza nacional.

## Lugares

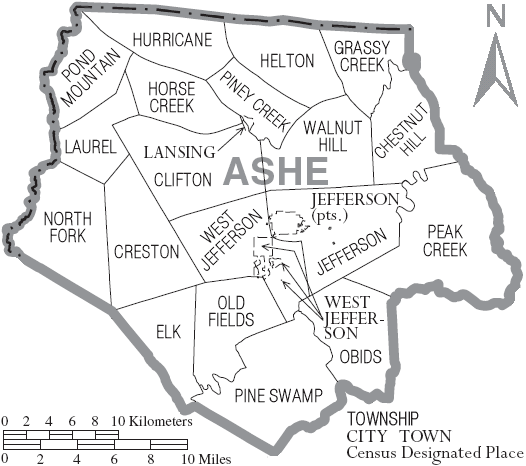
Mapa del Condado de Ashe en Carolina del Norte con sus municipios

### Pueblos
- Jefferson
- Lansing
- West Jefferson